# Оссобуко
Оссобуко, оссо буко или осси-букки (итал. osso buco) — традиционное блюдо кухни Ломбардии, представляющее собой тушёную телячью голяшку, а также название используемого для этого блюда мясного полуфабриката.
Оссобуко означает буквально «полая кость» (от итал. osso — «кость» и buco — «дыра»), поскольку кость вместе с мозгом являются составной частью блюда.
Для приготовления оссобуко по-милански используют телячью голяшку, овощи и специи. Готовое блюдо обычно подают с ризотто по-милански (ризотто с добавлением шафрана), полентой, также с другими видами ризотто или пастой.
Хотя традиционным мясом для оссобуко является телятина, сейчас можно встретить также оссобуко из свинины и баранины.